# Запи
Запи (чеш. Zápy) је насељено мјесто са административним статусом варошице (чеш. městys) у округу Праг-исток, у Средњочешком крају, Чешка Република.

## Становништво
Према подацима о броју становника из 2014. године насеље је имало 808 становника.